# Dictator (romance de Cain)
Dictator é o quarto romance da série Samuel Carver do escritor inglês de suspense, Tom Cain, lançado em 5 de agosto de 2010 pela Bantam Press.

## Trama
Dez anos antes desta história, Carver supostamente assassinou Henderson Gushungo, um ditador africano. O romance acompanha as tentativas subsequentes de Carver de derrubar o ditador e forçar uma mudança de regime. Entre os locais usados como cenários estão Suíça, Malemba, Suffolk, Inglaterra e Hong Kong.

## Recepção
O romance foi bem recebido, com os críticos elogiando seu ritmo e sequências de ação "viscerais".
Em uma resenha para o The Daily Telegraph, Jeremy Jehu afirma, sobre o próprio Cain, "ele trabalha para se tornar um sinônimo de aventuras de ação inteligentes, atuais e articuladas que se autoproclamam um pouco exageradas", embora ele também observe que, dado o cenário de 1997 do primeiro romance de Samuel Carver, sua idade neste seria um tanto irreal.
Rich Westwood, resenhando para a Euro Crime, afirmou que "Dictator é um romance de férias ideal para um fã de suspense, com um protagonista durão, sequências de ação satisfatoriamente corajosas, mulheres bonitas e uma coleção de vilões muito desagradáveis".
O romance também foi bem avaliado pelo GS do CrimeSquad, que lhe concedeu cinco de cinco e comentou que "Dictator é um romance notável que tem tanto Cain quanto Carver exibindo uma habilidade magistral".